# Zurab Noghaideli
Zurab Noghaideli (georgiska: ზურაბ ნოღაიდელი), född 22 oktober 1964 i Kobuleti i Adzjariska ASSR i Georgiska SSR i Sovjetunionen (nu Adzjarien i republiken Georgien), är en georgisk politiker. Noghaideli var landets finansminister när han 2005 efterträdde den omkomne Zurab Zjvania på posten som Georgiens premiärminister.
Noghaideli efterträddes 2007 på posten av Lado Gurgenidze.